# غريغ دوبز
غريغ دوبز (بالإنجليزية: Greg Dobbs)‏ هو لاعب كرة قاعدة أمريكي، ولد في 2 يوليو 1978 في لوس أنجلوس في الولايات المتحدة.

## وصلات خارجية
- غريغ دوبز على موقع دوري كرة القاعدة الرئيسي (الإنجليزية)
- غريغ دوبز على موقعبيزبول رفرنس.كوم (الدوري الرئيسي) (الإنجليزية)
- غريغ دوبز على موقعبيزبول رفرنس.كوم (الدوري الثانوي) (الإنجليزية)
- غريغ دوبز على موقع إي إس بي إن.كوم (أم.أل.بي) (الإنجليزية)
- غريغ دوبز على موقع مشجعي الرسوم البيانية (الإنجليزية)